# Porządny człowiek
Porządny człowiek – polski serial telewizyjny typu dreszczowiec z 2025 roku. Został wyprodukowany przez TVN Warner Bros. Discovery na zlecenie kanału telewizyjnego HBO. Jego premiera odbyła się 21 marca 2025.

## Opis fabuły
Główny bohater, Paweł, pnie się po szczeblach kariery kardiochirurga. Jego życie zaczyna się chwiać w wyniku nieprzemyślanej decyzji, która pociąga za sobą lawinę nieprzewidzianych zdarzeń.

## Obsada i postacie
Główna obsada i postacie serialu:
- Krzysztof Czeczot jako Paweł Prus, pracujący jako kardiochirurg
- Magdalena Czerwińska jako Anna Prus, żona Pawła, pracująca w koncernie farmaceutycznym
- Antoni Tyszkiewicz jako Jasiek Prus, syn Pawła i Anny
- Agnieszka Żulewska jako Kamila Borecka, matka Arka, pracująca jako prawniczka
- Konrad Kąkol jako Arek Borecki, kolega Jaśka ze szkoły
- Grzegorz Małecki jako Krystian, brat Anny, policjant
- Dobromir Dymecki jako Karol, kolega Pawła ze szpitala
- Aleksandra Pisula jako Magda Adamek, koleżanka Pawła ze szpitala
- Jerzy Skolimowski jako profesor, ordynator szpitala, w którym pracuje Paweł
- Jan Englert jako Henryk, ojciec Pawła

## Lista odcinków
| Nr | Tytuł     | Reżyseria            | Scenariusz                          | Data premiery (Max) | Data premiery (HBO) |
| -- | --------- | -------------------- | ----------------------------------- | ------------------- | ------------------- |
| 1  | Odcinek 1 | Aleksandra Terpińska | Marek Modzelewski Krzysztof Czeczot | 21 marca 2025       | 23 marca 2025       |
| 2  | Odcinek 2 | Aleksandra Terpińska | Marek Modzelewski Krzysztof Czeczot | 28 marca 2025       | 30 marca 2025       |
| 3  | Odcinek 3 | Aleksandra Terpińska | Marek Modzelewski Krzysztof Czeczot | 4 kwietnia 2025     | 6 kwietnia 2025     |
| 4  | Odcinek 4 | Aleksandra Terpińska | Marek Modzelewski Krzysztof Czeczot | 11 kwietnia 2025    | 13 kwietnia 2025    |
| 5  | Odcinek 5 | Aleksandra Terpińska | Marek Modzelewski Krzysztof Czeczot | 18 kwietnia 2025    | 20 kwietnia 2025    |
| 6  | Odcinek 6 | Aleksandra Terpińska | Marek Modzelewski Krzysztof Czeczot | 25 kwietnia 2025    | 27 kwietnia 2025    |

## Produkcja
7 czerwca 2024 „Gazeta Wyborcza” opublikowała wywiad z Aleksandrą Terpińską, w którym zdradziła, że na zlecenie serwisu strumieniowego Max powstaje reżyserowany przez nią serial Porządny człowiek. W dniu startu platformy w Polsce, 11 czerwca 2024, jej przedstawicie potwierdzili pracę nad serialem. Ogłosili, że powstanie sześć odcinków na podstawie scenariuszy Marka Modzelewskiego i Krzysztofa Czeczota. 17 września 2024 poinformowali, że serial jest produkowany przez TVN Warner Bros. Discovery (TVN WBD), a zdjęcia zakończyły się w lipcu tego samego roku, ponadto podali główną obsadę i ekipę produkcyjną. Producentem był Tomasz Cichoń, operatorem Jakub Stolecki, scenografem Anna Anosowicz, zaś kostiumografem Agnieszka Werner-Szyrle. 12 lutego 2025 Max zapowiedział premierę na wiosnę tego roku. 26 lutego 2025 TVN WBD poinformował, że serial będzie dystrybuowany jako produkcja oryginalna wchodzącego w jego skład kanału telewizyjnego HBO, a premiera w serwisie Max odbędzie się 21 marca 2025, ponadto został opublikowany zwiastun.

## Dystrybucja
Uroczysta premiera Porządnego człowieka z udziałem obsady i twórców odbyła się 19 marca 2025 w budynku Reduty Banku Polskiego w Warszawie. Odcinki były udostępniane w serwisie Max co piątek, od 21 marca do 25 kwietnia 2025. Premierowa emisja w HBO odbywa się dwa dni później, w niedziele. Poza Polską serial jest dystrybuowany w ofercie Max pod tytułem A Decent Man.